# Amerikai istenek (televíziós sorozat)
Az Amerikai istenek (eredeti cím: American Gods) 2017-es amerikai televíziós sorozat, amely Neil Gaiman azonos című regénye alapján készült. A sorozat alkotója Michael Green és Bryan Fuller, akik a produceri munkálatokban is részt vettek.

## Tartalom
Árnyék frissen szabadult a börtönből, de nem túl jó szájízzel, mert élete szerelme nemrég halt meg egy közúti balesetben. A temetés pedig az ország másik végében lesz, ezért Árnyéknak sietnie kell, ha oda akar érni időben. De az oda vezető úton egy gyanús figura, aki Szerdának nevezi magát, munkát ajánl neki, de Árnyékot nem érdekli az ajánlat. Aztán a következő találkozássukkor már elfogadja az állást, mert jó pénzt kap majd érte. Azt azonban még nem tudja, hogy ezzel a döntésével jelentős változások állnak majd be az életében, és furcsábbnál furcsább emberekkel fog majd találkozni, aminek a hatására már nem is tudja eldönteni, hogy amit lát, az a valóság-e, vagy az egész csak egy álom.
Ráadásul a halott felesége is visszatért a sírból, de nincsen valami jól, mert állandóan fázik és nem nagyon érez semmit. De erős lett, és minden vágya, hogy visszaszerezze magának Árnyékot. De ez nem lesz egyszerű, mert a halálakor Árnyék legjobb barátjának a nemi szerve volt a szájában, ezért Árnyék érthető okokból nem valami nyitott az újrakezdésre.
De Árnyék azt még nem tudja, hogy a felesége halálát, sőt az ő bebörtönzését is Szerdának köszönheti, mert ő fel akarja használni Árnyékot a céljaira. Ezért Szerda úgy rendezte a dolgokat, hogy Árnyék elveszítsen mindent az életben, és így veszítenivaló nélkül tudjon harcolni, ha kell. De Árnyéknak már kivan a hócipője a dolgok alakulásával, ezért kérdőre vonja Szerdát, ezért ő felfedi a való énjét.

## Szereplők
| Szereplő  | Magyar Hang      | Színész         |
| --------- | ---------------- | --------------- |
| Árnyék    | Makranczi Zalán  | Ricky Whittle   |
| Szerda    | Gáspár Sándor    | Ian McShane     |
| Laura     | Csifó Dorina     | Emily Browning  |
| Sweeney   | Ember Márk       | Pablo Schreiber |
| Bilquis   | Bognár Gyöngyvér | Yetide Badaki   |
| Czernobog | Schneider Zoltán | Peter Stormare  |
| Salim     |                  | Omid Abtahi     |
| Anubis    |                  | Chris Obi       |
| Robbie    |                  | Dane Cook       |

## Értékelések
- The Lincoln Journal Star – 100/100
- Boston Globe – 100/100
- Collider – 100/100
- Entertainment Weekly – 91/100
- Indiewire – 83/100
- Los Angeles Times – 80/100
- The New York Times – 80/100
- Cleveland Plain Dealer – 80/100
- Variety – 80/100
- USA Today – 75/100
- Boston Herald – 67/100
- Washington Post – 60/100
- Las Vegas Weekly – 40/100